# 马罗勒 (马恩省)
马罗勒（法語：Marolles，法語發音：[maʁɔl] ⓘ）是法国马恩省的一个市镇，位于该省东南部，属于维特里勒弗朗索瓦区。

## 地理
马罗勒（48°43'5"N, 4°37'31"E）面积4.38 平方千米，位于法国大東部大區马恩省，该省份为法国东北部内陆省份，北起阿登省，西北接埃纳省，西南接塞纳-马恩省，南至奥布省，东南接上马恩省，东临默兹省。
与马罗勒接壤的市镇（或旧市镇、城区）包括：弗里尼库尔、吕克塞蒙和维洛特、兰斯拉布吕莱、佩尔图瓦地区维特里、维特里勒弗朗索瓦。

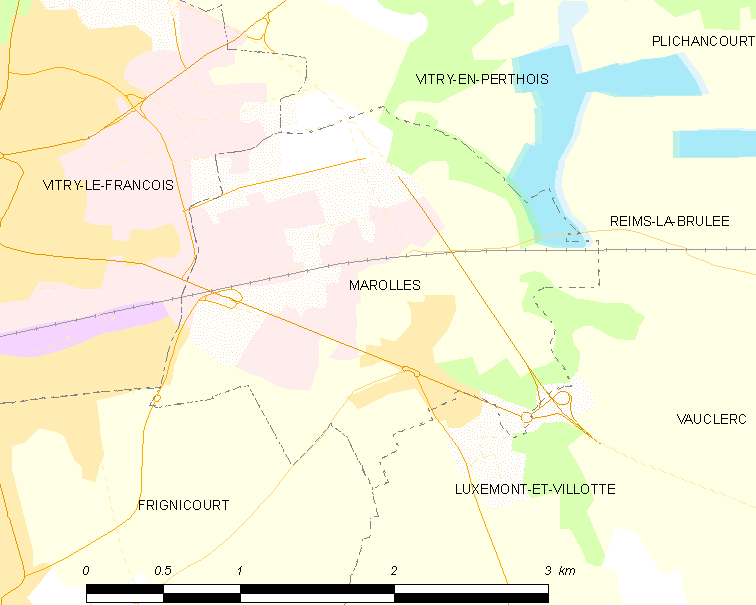
的OSM定位图

马罗勒的时区为UTC+01:00、UTC+02:00（夏令时）。

## 行政
马罗勒的邮政编码为51300，INSEE市镇编码为51352。

## 政治
马罗勒所属的省级选区为维特里勒弗朗索瓦-香槟-代尔县。

## 人口

1962-2008年间人口变化图示

马罗勒于2022年1月1日时的人口数量为803人。